# 安德斯·埃斯特朗
安德斯·約納斯·埃斯特朗（1814年8月13日—1874年6月21日），瑞典物理学家，光谱学的奠基人。

## 生平
埃斯特朗生於蒂姆罗，之後和家人遷往烏普薩拉。青年时期就读于瑞典的烏普薩拉大學。1839年時成為烏普薩拉大學講師（Docent）。1842年埃斯特朗前往斯德哥爾摩天文台任職以增進天文觀測實務經驗；翌年至烏普薩拉天文台進行研究。
因為埃斯特朗對地磁场感興趣，他進行了瑞典各地的地磁強度和磁偏角觀測，並且這些觀測是受到瑞典皇家科学院資助的。但這項任務直到他去世前不久才完成。而他的地磁觀測數據是來自瑞典軍艦「Eugénie」於1851到1853年間環繞世界時量測的。
1858年埃斯特朗接替阿道夫·费迪南德·斯万贝里（Adolf Ferdinand Svanberg），成為烏普薩拉大學物理系主任。他最重要的研究工作主要是在熱傳導和光譜學。埃斯特朗的光學研究成果主要是在他於1853年於瑞典皇家科學院演講的《Optiska Undersökningar》。埃斯特朗指出電火花會產生兩個重疊的光譜，其中一個光譜來自金屬電極，另一個光譜則來自電火花通過的氣體；並且他根據萊昂哈德·歐拉的共振理論提出熾熱氣體輻射的明亮光線被吸收時折射度都是一樣的。演講的內容包含了基本的光譜分析原理，而這些內容於埃斯特朗在1872年獲得拉姆福德獎章時，時任皇家學會會長艾德华·赛宾（Edward Sabine）再度強調了一次。雖然這些內容被忽略了數年時間，埃斯特朗仍被認為是其中一位光譜學的奠基者。
1853年，埃斯特朗最先从气体放电的光谱中确定了氢的Hα谱线，证明它就是夫琅禾费在太阳光谱中发现的C线。除此之外，他还找到了氢原子光谱另外三根在可见光波段内的谱线，即Hβ、Hγ、Hδ谱线，并精确测量了它们的波长。1861年時埃斯特朗將注意力集中在太陽光譜。他把光谱仪和摄影結合在一起研究太陽系天體，結果在1862年時太陽的大氣層中發現了氫和其他元素。1868年埃斯特朗在他的著作《Recherches sur le spectre solaire》中发表了标准太阳光譜图表，詳細记录了太阳光谱中超過千条谱线的波长，以10-10米为单位，这些数据成为当时的国际标准。不過埃斯特朗的量測有著1/7000到1/8000的誤差，因為他用的公尺比標準短。
埃斯特朗於1867年首次觀測北极光的光譜，並且偵測和量測了極光光譜中黃綠色區域的明亮譜線，後來常以埃斯特朗名字稱之，雖然他誤以為這條譜線在黃道光也可見到。
埃斯特朗於1874年在烏普薩拉逝世。

## 榮譽
- 1850年瑞典皇家科學院院士
- 1870年英國皇家學會院士
- 1873年法兰西科学院院士

## 家庭
他的兒子克努特·埃斯特朗（Knut Ångström）也是物理學家，孫子安德斯·克努特松·埃斯特朗（Anders Knutsson Ångström）是物理學家和氣象學家。

## 命名事物
- 10-10米以他的名字命名为埃斯特朗，简称埃，符号Å。這個單位使用在可見光波長和凝聚態的原子間距離，晶体学也使用該單位。
- 月球上的埃斯特朗環形山。
- 烏普薩拉大學埃斯特朗實驗室。
- 小行星42487

## 延伸閱讀
- Maier, C.L. .  1. New York: Charles Scribner's Sons: 166–167. 1970. ISBN 0-684-10114-9.

## 外部連結
- Anders Ångström (1814-1874) （页面存档备份，存于）